# Ben Johnson (aktor)
Ben „Son” Johnson Jr. (ur. 13 czerwca 1918 w Foraker, zm. 8 kwietnia 1996 w Mesa) − amerykański aktor, kaskader i kowboj rodeo. Laureat Oscara za rolę drugoplanową w filmie Ostatni seans filmowy.
2 czerwca 1994 otrzymał własną gwiazdę w Alei Gwiazd w Los Angeles znajdujące się przy 7083 Hollywood Boulevard.

## Życiorys
Urodził się w Foraker w stanie Oklahoma, w rezerwacie pleminia Osedżowia, jako syn Ollie Susan Johnson (z domu Workmon) i Bena Johnsona seniora. Jego ojciec, pochodzenia irlandzkiego i czirokeskiego był farmerem i mistrzem rodeo w hrabstwie Osage. 
Karierę ekranową rozpoczął od występu w westernie Howarda Hughesa Wyjęty spod prawa (1943) z Jane Russell. Jego praca jako kaskadera przykuła uwagę reżysera Johna Forda, który zatrudnił Johnsona do westernu Fort Apache (1948), a także jako dublera Henry’ego Fondy. Jego pierwszą rolą był występ w Trzech ojcach chrzestnych Forda (1948). W filmie wyróżnił się umiejętnościami jeździeckimi. Następnie Ford zaproponował mu główną rolę w dramacie przygodowym fantasy Ernesta B. Schoedsacka Mighty Joe Young (1949), gdzie zagrał postać Gregga u boku Terry Moore. Ford obsadził go w pozostałych dwóch z trzech filmów, które stały się znane jako trylogia kawaleryjska Forda, we wszystkich z Johnem Wayne’em w roli głównej: Nosiła żółtą wstążkę (1949) i Rio Grande (1950), dołączając do Fort Apache. Obie role pokazały umiejętności jeździeckie Johnsona. Ford obsadził także Johnsona w roli głównej Travisa Blue w Drodze do San Juan (Wagon Master, 1950), jednym z ulubionych filmów Forda.
31 sierpnia 1941 zawarł związek małżeński z Carol Elaine Jones, która zmarła 27 marca 1994. 
Johnson opuścił Hollywood w 1952, aby realizować marzenia z młodości; zdobył mistrzostwo świata w rodeo (1953), a w 1990 został uhonorowany na rodeo w Los Angeles Equestrian Center.
Zmarł 8 kwietnia 1996 na zawał serca w wieku 77 lat.

## Filmografia

### Filmy
- 1943: Wyjęty spod prawa jako zastępca
- 1945: Szulerzy na pokładzie jako trener kierowca
- 1948: Fort Apache – dubler Henry’ego Fondy
- 1948: Trzej ojcowie chrzestni jako mężczyzna z oddziału
- 1948: Rzeka Czerwona – kaskader
- 1949: Nosiła żółtą wstążkę jako sierżant Tyree
- 1949: Mighty Joe Young jako Gregg
- 1950: Rio Grande jako żołnierz Travis Tyree
- 1953: Jeździec znikąd jako Chris Calloway
- 1955: Oklahoma! jako Wrangler
- 1961: Dwa oblicza zemsty jako Bob Amory
- 1964: Jesień Czejenów jako żołnierz Plumtree
- 1965: Major Dundee jako sierżant Chillum
- 1968: Powieście go wysoko jako Marshal Dave Bliss
- 1969: Niezwyciężeni jako Krótki Grub
- 1969: Dzika banda jako Tector Gorch
- 1970: Chisum jako James Pepper
- 1971: Ostatni seans filmowy jako Sam Lion
- 1972: Junior Bonner jako Buck Roan
- 1972: Ucieczka gangstera jako Jack Beynon
- 1974: Sugarland Express jako kapitan Harlin Tanner
- 1975: Przełęcz Złamanych Serc jako szeryf Nathan Pearce
- 1975: Pigalak jako Marty Hollinger
- 1976: The Town That Dreaded Sundown jako  kapitan J.D. Morales
- 1978: Rój jako Felix
- 1980: Terror w pociągu jako Carne
- 1984: Czerwony świt jako Pan Jack Mason
- 1987: Cherry model 2000 jako sześciopalczasty Jake
- 1994: Anioły na boisku jako Hank Murphy
- 1996: Czułe słówka: ciąg dalszy jako Arthur Cotton

### Seriale telewizyjne
- 1958: Alfred Hitchcock przedstawia jako Jeff, szeryf
- 1962: Bonanza jako zastępca szeryfa Stan Mace
- 1963: Gunsmoke jako Ben Crown
- 1966: Gunsmoke jako Vern Morland
- 1969: Bonanza jako sierżant Samuel Bellis
- 1971: Gunsmoke jako Hannon
- 1971: Bonanza jako Kelly James

## Nagrody
| Rok  | Nagroda                  | Kategoria                    | Film                         |
| ---- | ------------------------ | ---------------------------- | ---------------------------- |
| 1971 | National Board of Review | Najlepszy aktor drugoplanowy | Ostatni seans filmowy (1971) |
| 1972 | Złoty Glob               | Najlepszy aktor drugoplanowy | Ostatni seans filmowy (1971) |
| 1972 | Oscar                    | Najlepszy aktor drugoplanowy | Ostatni seans filmowy (1971) |
| 1973 | Nagroda BAFTA            | Najlepszy aktor drugoplanowy | Ostatni seans filmowy (1971) |